# Orph
Orph è il primo EP del gruppo musicale statunitense Dredg, pubblicato nel 1997 dalla Woven Records.

## Tracce
1. Is Not Everything – 5:56
2. Orph – 1:41
3. Kayasuma – 4:11

## Formazione
- Gavin Hayes – voce
- Mark Engles – chitarra
- Drew Roulette – basso
- Dino Campanella – batteria, percussioni